# Flaga Sint Maarten
Flaga Sint Maarten, a właściwie flaga holenderskiej części wyspy – to prostokątny płat o proporcjach 2:3 z białym, równoramiennym trójkątem wpisanym między dwa pasy: czerwony i niebieski.
Pośrodku trójkąta znajduje się herb wyspy.
Flaga przyjęta została 13 czerwca 1985 roku. Barwy flagi pochodzą z flagi Holandii.

## Literatura
Alfred Znamierowski, Flagi Świata, Horyzont Warszawa 2002 ISBN 83-7311-410-6.